# 那蒙镇
那蒙镇，是中华人民共和国广西壮族自治区钦州市钦北区下辖的一个乡镇级行政单位。

## 行政区划
那蒙镇下辖以下地区：
那蒙社区、四维村、平福村、六马村、湴山村、那桂村、板选村、屯周村、陂角村、竹山村、那蒙村、屯里村、岳马村和硃砂村。